# Đồng Bẩm
Đồng Bẩm là một phường thuộc thành phố Thái Nguyên, tỉnh Thái Nguyên, Việt Nam.

## Địa lý
Phường Đồng Bẩm nằm ở phía đông bắc thành phố Thái Nguyên, ở tả ngạn (bờ bắc) sông Cầu, có vị trí địa lý:
- Phía đông giáp xã Linh Sơn
- Phía tây giáp phường Quang Vinh với ranh giới là sông Cầu
- Phía nam giáp các phường Hoàng Văn Thụ, Túc Duyên và Trưng Vương với ranh giới là sông Cầu
- Phía bắc giáp phường Chùa Hang.

Phường Đồng Bẩm có diện tích 4,02 km², dân số năm 2016 là 7.150 người, mật độ dân số đạt 1.779 người/km².

## Lịch sử
Phường Đồng Bẩm hiện nay trước đây vốn là xã Đồng Bẩm thuộc huyện Đồng Hỷ.
Năm 1958, điều chỉnh một phần diện tích và dân số của xã Đồng Bẩm và một số xã khác để thành lập thị trấn Núi Voi và tiểu khu Chiến Thắng thuộc thị xã Thái Nguyên.
Ngày 19 tháng 10 năm 1962, Chính phủ ban hành Quyết định số 114-CP sáp nhập xã Đồng Bẩm vào thành phố Thái Nguyên.
Ngày 2 tháng 4 năm 1985, Hội đồng Bộ trưởng ban hành Quyết định số 102-HĐBT sáp nhập xã Đồng Bẩm trở lại huyện Đồng Hỷ.
Ngày 31 tháng 7 năm 2008, Chính phủ ban hành Nghị định số 84/2008/NĐ-CP sáp nhập xã Đồng Bẩm vào thành phố Thái Nguyên.
Ngày 18 tháng 8 năm 2017, thành lập phường Đồng Bẩm trên cơ sở toàn bộ 4,02 km² diện tích tự nhiên và 7.150 người của xã Đồng Bẩm.